# Iodeto de cobalto(II)
Iodeto de cobalto (II) ou iodeto cobaltoso é o composto químico inorgânico de fórmula CoI2. Apresenta-se como um sólido higroscópico. É um reagente laboratorial usado para testar a presença de água em solventes orgânicos ou na atmosfera. Quando anidro, iodeto de cobalto (II) é adicionado a solventes tais como álcoois, cetonas e nitrilas, tornando-se rosa na presença de água.